# Siriella brevicaudata
Siriella brevicaudata är en kräftdjursart som beskrevs av Paulson 1875. Siriella brevicaudata ingår i släktet Siriella och familjen Mysidae. Inga underarter finns listade i Catalogue of Life.